# Cezaropapizmus
A cezaropapizmus a világi és egyházi hatalom összefonódása, olyan politikai rendszer, amelyben az államfő vagy uralkodó az egyház feje is és a legfőbb bíró a vallási kérdésekben.
Az uralkodó beavatkozik az egyház ügyeibe, és kiváltságos helyet foglal el az egyházi jogalkotás és teológiai szférájában. A monarchiák esetében teokráciáról is beszélhetünk.  
Max Weber alapján a cezaropapizmus a papság teljes alárendelését jelenti a világi hatalomnak. A cezaropapista olyan világi uralkodó, aki az egyházi kérdésekben is gyakorolja a legfelsőbb tekintélyt.

## Etimológia
Összetett szó, a caesar (‘császár’) és a papa (‘atya, pápa’) elemekből.
A cezaropapizmust kifejezés létrehozójának a német Justus Henning Böhmert (1674–1749) tekintik, és leggyakrabban a késő római, bizánci és az újkori orosz politikai rendszerre használják.

## Történelem

### Egyiptom
Az ókori Egyiptomban a fáraók nemcsak világi uralkodók voltak, hanem egy istenség földi megnyilvánulása is. Az azonban, hogy a fáraók mennyire tudták irányítani a papságot, Egyiptom hosszú történelme során nagyon változó volt. 

### Római Birodalom
A Római Birodalomban Augustus óta a császár egy személyben egyesítette a politikai és vallási hatalmat. Pontifex maximus, a római vallás feje és főpap volt. Hatalma volt az állami kultusz felügyeletéért, és hogy a res publica (állam) nevében kommunikáljon az istenekkel.

### Bizánci Birodalom
A késő ókori bizánci császárok egyre inkább "isteni jogokat" igényeltek. Erős ellenőrzést gyakoroltak az egyházi hierarchia felett, és a konstantinápolyi pátriárka nem tölthette be a tisztségét, ha nem rendelkezett a császár jóváhagyásával. Az olyan császárok, mint Basziliszkosz, Zénón, I. Justinianus, Hérakleiosz és II. Kónsztasz több szigorúan egyházi rendeletet tettek közzé és politikai befolyást gyakoroltak a zsinatokra.  Összehívták a zsinatokat, kihirdették a végzéseket és biztosították azok végrehajtását.
Justinianus önmagát Isten választottjának, földi képviselőjének és helytartójának látta. Igyekezett helyreállítani a birodalom egységét és háborúiban az ortodox kereszténység védelmezője lett, és harcolt az eretnekség ellen. Tekintélyelvű módon foglalkozott az egyházi ügyekkel. Szabályozta az egyház helyzetét, a püspöki választásokat, a kolostorok igazgatását és felügyeletét. 
Még a római pápák is teljesen a cezaropapizmus hatalmába kerültek; a császár még hitelvi kérdésekben is rájuk tudta kényszeríteni az akaratát.
A bizánci császár általában védte az egyházat és irányította annak igazgatását azáltal, hogy elnökölt az ökumenikus zsinatok felett, kinevezte a pátriárkákat és határozatokat hozatott. 

### Anglia
A cezaropapizmus egy másik formája Angliában jelent meg, amikor a kora újkori VIII. Henrik a pápa helyébe az anglikán egyház élére nevezte ki magát és határozottan beavatkozott annak ügyeibe. A cezaropapizmus azonban lányával, I. Erzsébettel véget is ért, aki nem volt hajlandó beleszólni a teológiai kérdésekbe. Az angol uralkodó azonban hivatalosan továbbra is az anglikán egyház feje maradt.

### Aztékok
Az azték uralkodók az istenektől leszármazottaknak hirdették magukat. Nem tisztázott, hogy uralmuknak ez a vallási elismertetése a papság tényleges ellenőrzéséhez vezetett-e.

### Oroszország
Amikor IV. Iván 1547-ben felvette a cár címet, az orosz ortodox egyházat alárendelte az államnak. Az újkori cezaropapizmus leginkább Orosz Birodalomban lett híres, és ennek szintje meghaladta a Bizánci Birodalomban jellemzőt. 1721-ben Nagy Péter a moszkvai patriarchátust a Szent Szinódussal váltotta fel, amely teljesen neki lett alárendelve, és állami minisztérium módjára működött. A patriarchátust csak 1917-ben állították helyre.

## Fordítás
Ez a szócikk részben vagy egészben  a   Caesaropapism című angol Wikipédia-szócikk ezen változatának fordításán alapul.  Az eredeti cikk szerkesztőit annak laptörténete sorolja fel. Ez a jelzés csupán a megfogalmazás eredetét és a szerzői jogokat jelzi, nem szolgál a cikkben szereplő információk forrásmegjelöléseként.